# Ravenel (Carolina del Sud)
Ravenel és una població dels Estats Units a l'estat de Carolina del Sud. Segons el cens del 2000 tenia 2.214 habitants.

## Demografia
Segons el cens del 2000, Ravenel tenia 2.214 habitants, 799 habitatges i 581 famílies. La densitat de població era de 69,3 habitants/km².
Dels 799 habitatges en un 36,2% hi vivien nens de menys de 18 anys, en un 49,3% hi vivien parelles casades, en un 19,1% dones solteres, i en un 27,2% no eren unitats familiars. En el 21% dels habitatges hi vivien persones soles el 7,3% de les quals corresponia a persones de 65 anys o més que vivien soles. El nombre mitjà de persones vivint en cada habitatge era de 2,76 i el nombre mitjà de persones que vivien en cada família era de 3,25.
Per edats la població es repartia de la següent manera: un 30,4% tenia menys de 18 anys, un 7,4% entre 18 i 24, un 28,5% entre 25 i 44, un 24,4% de 45 a 60 i un 9,3% 65 anys o més.
L'edat mediana era de 35 anys. Per cada 100 dones de 18 o més anys hi havia 87,7 homes.
La renda mediana per habitatge era de 33.021$ i la renda mediana per família de 36.477$. Els homes tenien una renda mediana de 33.009$ mentre que les dones 21.306$. La renda per capita de la població era de 15.495$. Entorn del 15,9% de les famílies i el 18,3% de la població estaven per davall del llindar de pobresa.

## Poblacions més properes
El següent diagrama mostra les poblacions més properes.